# 아케보노바시역
아케보노바시역(일본어: 曙橋駅, あけぼのばしえき)은 도쿄도 신주쿠구에 있는 철도역이다.

## 역 구조
상대식 승강장 2면 2선의 지하역. 출입구는 A1, A2, A3, A4로 총 4군데 설치되어 있다. 플랫폼은 곡선 승강장이다.

### 승강장
| 1 | ○ 도영 신주쿠 선 | 신주쿠・사사즈카・하시모토 방면 |
| 2 | ○ 도영 신주쿠 선 | 바쿠로요코야마・모토야와타 방면 |

## 갤러리

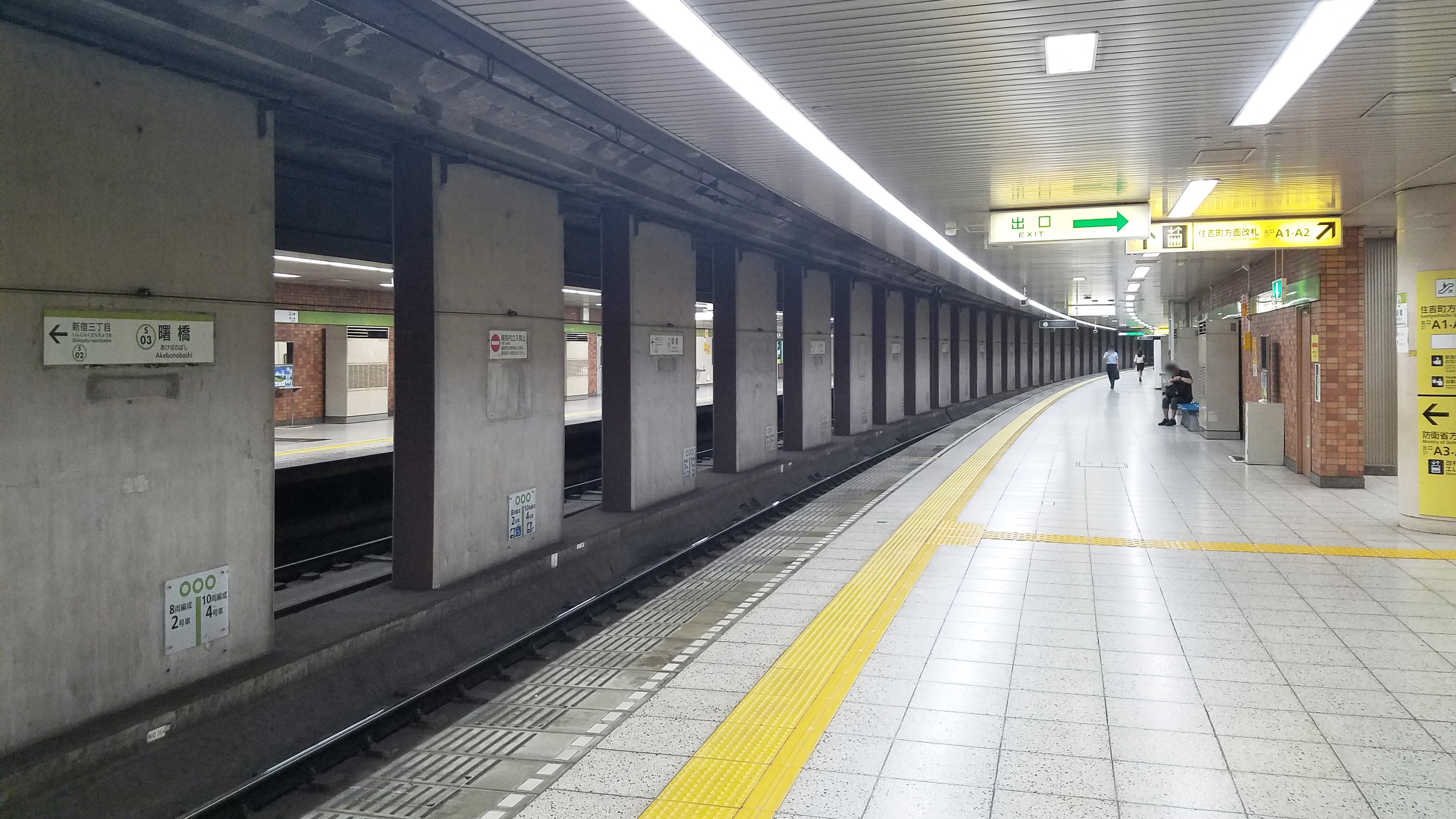
승강장(2017년 6월 10일) (부역명 "주오 대학 회계 학교 앞" 제거 후)
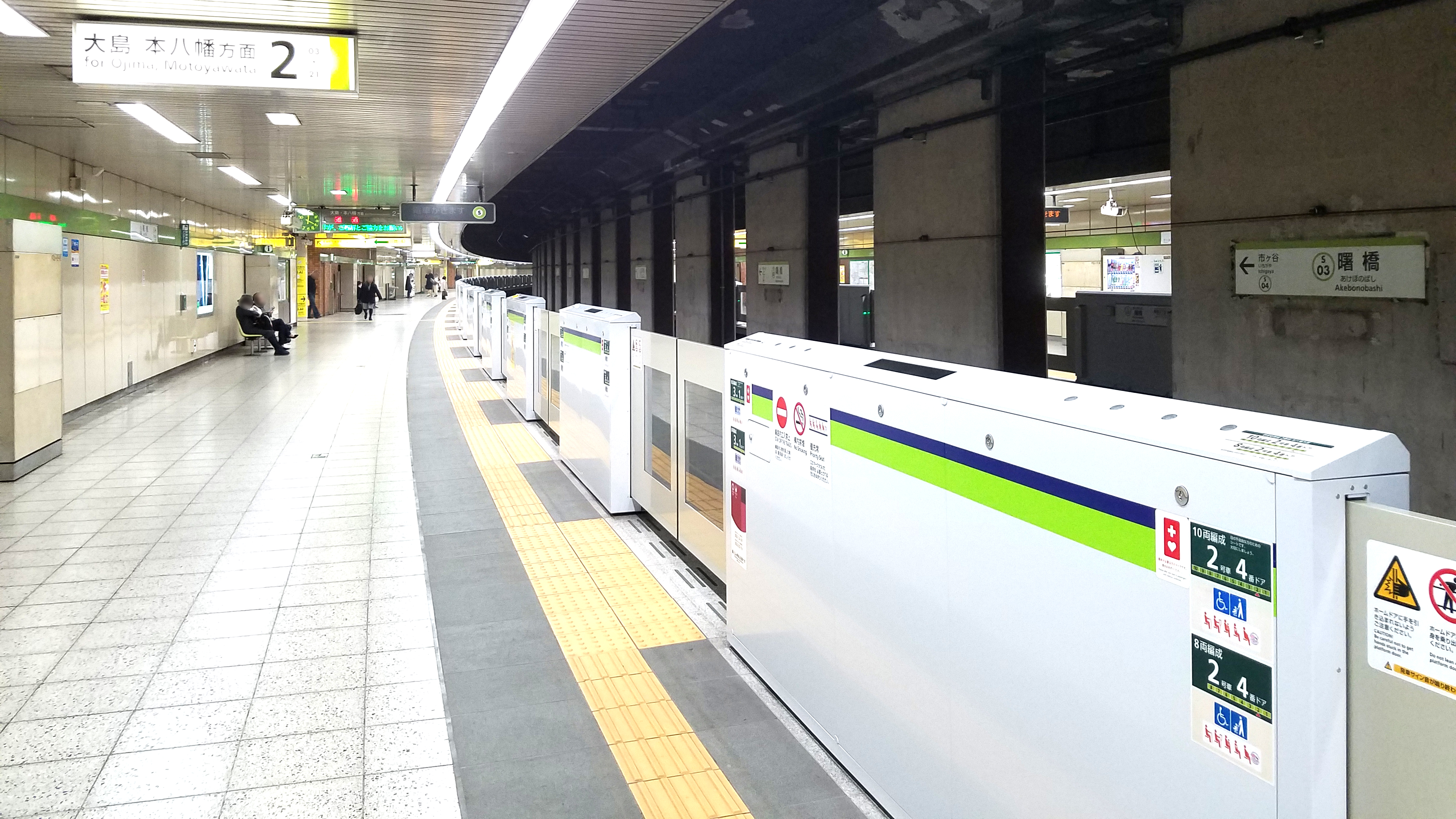
승강장(2019년 12월 1일) (부역명 "주오 대학 회계 학교 앞" 제거 후)

## 역 주변
- 아케보노바시
- 도쿄 여자 의과 대학
- 주오 대학 법과대학원
- 방위성
- 신주쿠 스미요시 우체국
- 세트・모드 세미나
- 위즈 신주쿠
- 신주쿠 역사 박물관
- 도쿄 지하철 마루노우치 선 요쓰야 3초메 역
- 도영 지하철 오에도 선 와카마쓰카와다 역・우시고메야나기초 역

## 역사
- 1980년 3월 16일: 영업 개시.
- 2011년: 배리어 프리화.

## 인접역
| 도쿄 도 교통국 지하철 10호선  | 도쿄 도 교통국 지하철 10호선         | 도쿄 도 교통국 지하철 10호선  |
| ----------------------------- | ------------------------------------ | ----------------------------- |
| S 02 신주쿠 3초메 신주쿠 방면 | 신주쿠 선 통근쾌속 · 쾌속 · 각역정차 | S 04 이치가야 모토야와타 방면 |